# Euonyme
Euonyme (altgriechisch Εὐωνύμη Euōnýmē) ist eine Gottheit der griechischen Mythologie.
Euonyme gilt von Skotos, der „Dunkelheit“, als Mutter der Erinyen und wurde als diese mit der Erdgöttin Ge identifiziert. Nach Epimenides ist sie die Mutter der Erinyen, der Aphrodite sowie der Moiren.